# Česká a slovenská transatlantická cena

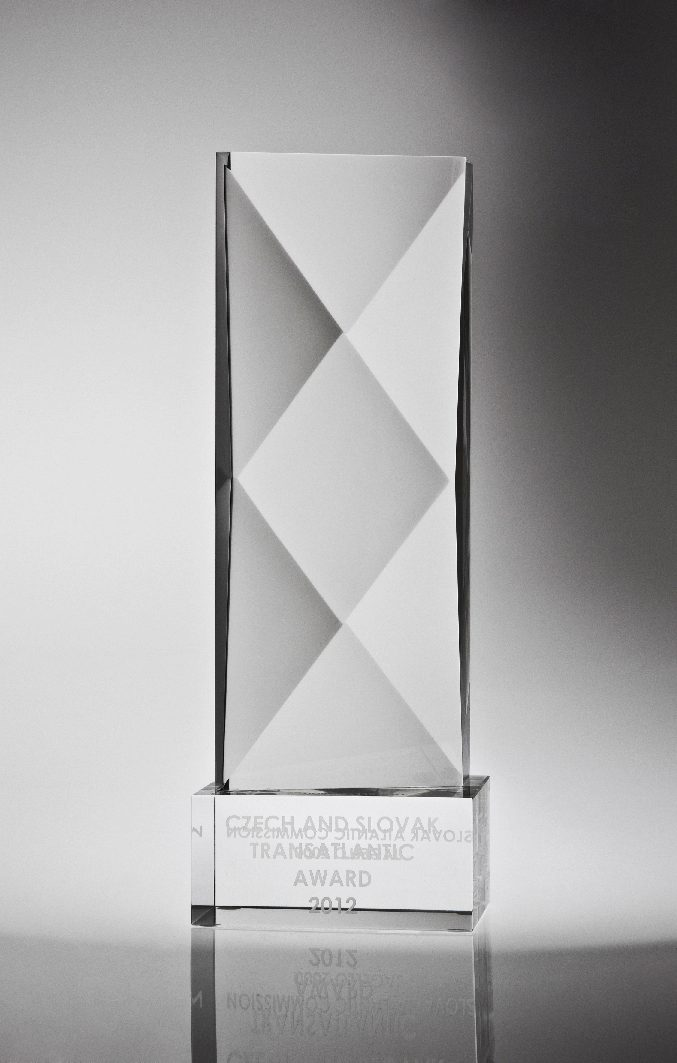
Česká a slovenská transatlantická cena

Česká a slovenská transatlantická cena (The Czech and Slovak Transatlantic Award – CSTA) je iniciativou, jejímž účelem je odměňování osobností, které výrazně přispěly ke svobodě a demokracii ve střední Evropě, k posílení transatlantických vztahů a začlenění středoevropských zemí do euroatlantických struktur. Nápad pochází od sdružení Jagello 2000 z České republiky, které ho uvedlo ve skutečnost společně se Slovenskou atlantickou komisí. Ceny jsou udělovány dvakrát ročně – na bratislavské bezpečnostní konferenci GLOBSEC a na Dnech NATO v Ostravě & Dnech Vzdušných sil AČR.

## Čestný výbor
Laureáti CSTA jsou vybíráni Čestným výborem vytvořeným za tímto účelem. Jeho členy jsou významní čeští a slovenští diplomaté, politici či představitelé armády. Členy výboru jsou:
- Mikuláš Dzurinda, prezident Wilfried Martens Centre for European Studies, bývalý premiér a ministr zahraničních věcí Slovenska
- Ján Figeľ,  bývalý zvláštní vyslanec pro podporu svobody náboženského vyznání nebo přesvědčení mimo EU a bývalý člen Evropské komise
- Štefan Füle, bývalý eurokomisař pro rozšiřování a politiku sousedství, bývalý ministr pro evropské záležitosti
- Rastislav Káčer, bývalý předseda Globsecu, bývalý ministr zahraničních věcí a evropských záležitostí SR a bývalý slovenský velvyslanec v České republice
- Jan Kohout, velvyslanec České republiky v Římě, náměstek ministra spravedlnosti ČR, bývalý ministr zahraničních věcí ČR
- Ivan Korčok, bývalý ministr zahraničních věcí a evropských záležitostí SR
- Gen. Pavel Macko, bývalý 1. zástupce náčelníka Generálního štábu Ozbrojených sil Slovenské republiky
- Zbyněk Pavlačík, předseda a zakladatel sdružení Jagello 2000
- Jiří Schneider, bývalý výkonní ředitel Aspen Institute Central Europe, bývalý první náměstek ministra zahraničních věcí ČR
- Gen. Jiří Šedivý, bývalý náčelník generálního štábu Armády ČR
- Maroš Šefčovič, výkonný místopředseda Evropské komise a komisař pro  Zelenou dohodu pro Evropu, interinstitucionální vztahy a výhled

## Přehled laureátů
| Rok  | Město      | Laureát |
| ---- | ---------- | --- |
| 2012 | Bratislava | Ron Asmus (in memoriam), bývalý americký diplomat a politický analytik                                                   |
| 2012 | Bratislava | Alexandr Vondra, bývalý ministr obrany ČR                                                                                |
| 2012 | Ostrava    | gen. Klaus Naumann, bývalý předseda Vojenského výboru NATO                                                               |
| 2012 | Ostrava    | Jozef Stank (in memoriam), bývalý ministr obrany Slovenska                                                               |
| 2013 | Bratislava | Jan Krzysztof Bielecki, bývalý premiér a ministr pro evropskou integraci Polska                                          |
| 2013 | Bratislava | Oldřich Černý (in memoriam), bývalý ředitel Úřadu pro zahraniční styky a informace                                       |
| 2013 | Ostrava    | gen. David Petraeus, bývalý velitel sil ISAF a ředitel CIA                                                               |
| 2013 | Ostrava    | Eduard Kukan, bývalý ministr zahraničí Slovenska                                                                         |
| 2014 | Bratislava | Anders Fogh Rasmussen, bývalý generální tajemník NATO a bývalý premiér Dánska                                            |
| 2014 | Bratislava | Karel Kovanda, bývalý velvyslanec ČR při NATO a Západoevropské unii                                                      |
| 2014 | Ostrava    | Bronisław Komorowski, bývalý prezident Polské republiky                                                                  |
| 2014 | Ostrava    | Martin Bútora, čestný předseda Institutu pro veřejné otázky, bývalý slovenský velvyslanec v USA                          |
| 2015 | Bratislava | Carl Bildt, bývalý premiér a ministr zahraničí Švédska                                                                   |
| 2015 | Bratislava | Prof. Otto Pick, zakladatel Ústavu mezinárodních vztahů na Fakultě filozofické Univerzity Karlovy                        |
| 2015 | Ostrava    | Tomasz Siemoniak, bývalý vicepremiér a ministr národní obrany Polské republiky                                           |
| 2015 | Ostrava    | František Šebej, slovenský politik, novinář a psycholog                                                                  |
| 2016 | Bratislava | Madeleine Albright, bývalá ministryně zahraničí USA                                                                      |
| 2016 | Bratislava | Michael Žantovský, český diplomat, politik a publicista                                                                  |
| 2016 | Ostrava    | Daniel Fried, americký diplomat                                                                                          |
| 2017 | Bratislava | Michael Chertoff, bývalý americký ministr vnitřní bezpečnosti                                                            |
| 2017 | Bratislava | Luboš Dobrovský, český novinář, bývalý ministr obrany Československa                                                     |
| 2017 | Ostrava    | gen. Philip Breedlove, bývalý vrchní velitel spojeneckých sil v Evropě (SACEUR)                                          |
| 2017 | Ostrava    | Pavol Demeš, bývalý ministr zahraničních vztahů Slovenska                                                                |
| 2018 | Bratislava | Damon M. Wilson, výkonný viceprezident Atlantické rady v USA, bývalý ředitel pro evropské záležitosti v národní radě USA |
| 2018 | Bratislava | gen. Petr Pavel, bývalý předseda vojenského výboru NATO                                                                  |
| 2018 | Ostrava    | gen. Ben Hodges, bývalý velitel Pozemních sil USA v Evropě                                                               |
| 2018 | Ostrava    | Ivan Korčok, ministr zahraničních věcí a evropských záležitostí SR                                                       |
| 2019 | Bratislava | Timothy Garton Ash, britský historik, publicista a profesor na Oxfordské univerzitě                                      |
| 2019 | Bratislava | Jiří Šedivý, bývalý ministr obrany ČR a bývalý velvyslanec ČR při NATO                                                   |
| 2019 | Ostrava    | Andrej Kiska, bývalý prezident Slovenské republiky                                                                       |
| 2020 | Bratislava | Karel Schwarzenberg, bývalý ministr zahraničních věcí České republiky                                                    |
| 2020 | Ostrava    | Christian Schmidt, bývalý ministr dopravy a digitální infrastruktury Spolkové republiky Německo                          |
| 2020 | Ostrava    | Miroslav Lajčák, bývalý ministr zahraničních věcí a evropských záležitostí SR                                            |
| 2021 | Bratislava | gen. (ret.) John Allen, prezident Brookings Institution, bývalý velitel Mezinárodních bezpečnostních podpůrných síl NATO |
| 2021 | Bratislava | Václav Havel (in memoriam), bývalý prezident Československa a první prezident České republiky                            |
| 2021 | Ostrava    | gen. Richard W. Scobee, velitel Velitelství záložních vzdušných sil Letectva Spojených států amerických                  |
| 2022 | Bratislava | Ukrajinský národ |
| 2022 | Bratislava | gen. Karel Řehka, náčelník Generálního štábu Armády České republiky                                                      |
| 2022 | Ostrava    | gen. Ingo Gerhartz, velitel Vzdušných sil Německa                                                                        |
| 2022 | Ostrava    | Jaroslav Naď, ministr obrany Slovenské republiky                                                                         |
| 2023 | Bratislava | Kersti Kaljulaid, bývalá prezidentka Estonska                                                                            |
| 2023 | Bratislava | Jaroslav Šedivý (in memoriam), bývalý ministr zahraničních věcí ČR                                                       |
| 2023 | Ostrava    | gen. Daryl L. Bohac, bývalý velitel Národní gardy státu Nebraska                                                         |
| 2023 | Ostrava    | gen. Daniel Zmeko, náčelník Generálního štábu Ozbrojených sil Slovenské republiky                                        |
| 2024 | Praha      | Ursula von der Leyen, předsedkyně Evropské komise                                                                        |
| 2024 | Praha      | Mette Frederiksen, předsedkyně vlády Dánska                                                                              |
| 2024 | Ostrava    | Zrušení akce z důvodu povodní v Moravskoslezském kraji                                                                   |
| 2025 | Praha      | Andrius Kubilius, evropský komisař pro obranu a vesmír, bývalý předseda vlády Litevské republiky                         |
| 2025 | Praha      | Tomáš Pojar, poradce pro národní bezpečnost ČR                                                                           |

## Design ceny
Cena je původním dílem uznávaného slovenského designéra Patrika Illa. Svým tvarem a protilehlými hranami CSTA symbolizuje transatlantické vazby.